# Werner Gamerith (Geograph)
Werner Gamerith (* 1967) ist ein österreichischer Geograph.

## Leben
Von 1986 bis 1989 studierte er Geographie an der Universität Salzburg und von 1989 bis 1990	Geographie und Geobotanik an der Universität Innsbruck. Nach der Promotion an der Universität Salzburg 1993 bei Helmut Heuberger und Martin Seger war er von 1993 bis 1996 wissenschaftlicher Angestellter am Lehrstuhl für Wirtschafts- und Sozialgeographie, Computerkartographie, GIS des Geographischen Instituts der Universität Heidelberg bei Peter Meusburger. Nach der Habilitation 2002 mit der Venia legendi für das Fach Geographie an der Fakultät für Geowissenschaften der Universität Heidelberg ist er seit 2004 Professor für Regionale Geographie an der Universität Passau.
Gamerith wurde im Juli 2024 zum Vizepräsidenten der Universität Passau ernannt und ist für das Ressort Transfer und interne Vernetzung mit der Querschnittsaufgabe Nachhaltigkeit zuständig.

## Schriften (Auswahl)
- Ethnizität und ihr zeitlich-räumlicher Wandel anhand von Volkszählungsergebnissen. Das Beispiel der Kärntner Slowenen. Klagenfurt 1994, ISBN 3-901259-03-0.
- mit Janine Maier: Einzelhandelskonzept für Simbach am Inn. Passau 2018.